# Le Grand Soir (chanson)
Pour les articles homonymes, voir Le Grand Soir (homonymie).
Chansons représentant la Belgique au Concours Eurovision de la chanson
1 Life
(2004) Je t'adore
(2006)
Le Grand Soir est une chanson interprétée par le chanteur Nuno Resende et sortie en single le 29 avril 2005. Elle est écrite par Alec Mansion et Frédéric Zeitoun.
C'est la chanson représentant la Belgique au Concours Eurovision de la chanson 2005.

## À l'Eurovision

### Sélection
La chanson Le Grand Soir interprétée par Nuno Resende est sélectionnée le 20 mars 2005 par le radiodiffuseur wallon RTBF, après avoir remporté la finale nationale, pour représenter la Belgique au Concours Eurovision de la chanson 2005 les 19 et 21 mai à Kiev, en Ukraine.

### À Kiev
Elle est intégralement interprétée en français, l'une des langues nationales de la Belgique, le choix de la langue est toutefois libre depuis 1999. 
C'est à ce jour la dernière chanson représentant la Belgique à avoir été entièrement interprétée en français.
Le Grand Soir est la onzième chanson interprétée lors de la demi-finale, suivant If I Had Your Love (en) de Selma pour l'Islande et précédant Let's Get Loud (en) de Suntribe (en) pour l'Estonie.
À la fin du vote, Le Grand Soir obtient 29 points et termine 22e sur 25 chansons,. N'ayant pas terminé parmi les premières dix places de la demi-finale, la chanson belge ne se qualifie pas pour la finale.

## Liste des titres
| 1. | Le Grand Soir                         | Alec Mansion, Frédéric Zeitoun | 3:00 |
| 2. | Le Grand Soir (version instrumentale) | Alec Mansion, Frédéric Zeitoun | 3:00 |

## Classements

### Classements hebdomadaires
| Classement (2005)                       | Meilleure position |
| --------------------------------------- | ------------------ |
| Belgique (Flandre Ultratip 100)         | 12                 |
| Belgique (Wallonie Ultratop 50 Singles) | 23                 |

## Historique de sortie
| Pays     | Date          | Format    | Label        |
| -------- | ------------- | --------- | ------------ |
| Belgique | 29 avril 2005 | CD single | EMI, Capitol |